# Bisaltes fuscomarmoratus
Bisaltes fuscomarmoratus là một loài bọ cánh cứng trong họ Cerambycidae.